# Miłość na wybiegu
Miłość na wybiegu – komedia romantyczna produkcji polskiej z 2009 roku zrealizowana przez Krzysztofa Langa.
Podczas premierowego weekendu film obejrzało 88 011 widzów. W przeciągu 24 dni emisji w polskich kinach widzowie na bilety wydali 6 758 088 zł.

## Fabuła
Główna bohaterka to 19-letnia Julia (Karolina Gorczyca), która wprost z nadmorskiej miejscowości przenosi się do Warszawy, gdzie trochę przez przypadek odnosi sukces jako modelka. Teraz chciałaby, by kariera szła po jej myśli – marzy o sesjach zdjęciowych, wyjazdach do Paryża, Londynu i Rzymu, o sławie i blichtrze. Poznaje Kacpra (Marcin Dorociński), przystojnego fotografa z wieloletnim doświadczeniem, w którym się zakochuje. Kacper dobrze poznał świat agencji modelek i rządzące nim prawa. Chciałby zerwać z takim życiem. Równocześnie Kacprem zainteresowana jest szefowa agencji, w której pracuje Julia. Doprowadza to do konfliktu pomiędzy Marleną (Urszula Grabowska), a Julią. Julia jest zmuszona zmienić agencję na inną. W nowym miejscu pracy ponownie odnosi sukces. Kacper „osaczony” przez Marlenę zgadza się na ślub. W ostatnim momencie, dowiadując się o intrydze uknutej przez Marlenę, ucieka sprzed ołtarza do Julii.

## Obsada
- Karolina Gorczyca jako Julia
- Marcin Dorociński jako Kacper
- Urszula Grabowska jako Marlena
- Sonia Bohosiewicz jako asystentka Marleny
- Tomasz Karolak jako prezes firmy zamawiającej sesję zdjęciową w Turcji – Ryszard Krupnicki
- Anna Guzik jako Barbara, szefowa konkurencyjnej agencji modelek
- Izabela Kuna jako przyjaciółka Marleny – Ilona
- Barbara Brylska jako przyjaciółka Julii
- Enrique Alcides jako choreograf Antonio
- Mateusz Janicki jako Michał
- Zbigniew Lesień jako ksiądz
- Anna Kociarz jako kelnerka
- Barbara Babilińska jako kobieta w samolocie
- Małgorzata Pritulak
- Marta Dąbrowska